# Boxe aux Jeux de la Francophonie de 2001
 (avril 2025).
Si vous disposez d'ouvrages ou d'articles de référence ou si vous connaissez des sites web de qualité traitant du thème abordé ici, merci de compléter l'article en donnant les références utiles à sa vérifiabilité et en les liant à la section « Notes et références ».
Navigation
Édition précédente Édition suivante
Les compétitions de boxe anglaise de la 4e édition des Jeux de la francophonie se sont déroulées du 14 juillet au 24 juillet 2001 à Ottawa, Canada.

## Résultats

### Podiums
| Catégories                    | Or                      | Argent                      | Bronze                                  |
| Poids mi-mouches (-48 kg)     | Anicet Rasoanaivo       | Sebastien Gauthier          | Bhoosan Duth Rajcoomar Abdelaziz Houzou |
| Poids mouches (-51 kg)        | Bogdan Dobrescu         | Celestin Augustin           | Sevdalin Hristov Tyson Cave             |
| Poids coqs (-54 kg)           | Waldemar Cucereanu      | Kevin Dube                  | Oliver Lontchi Riaz Durgahed            |
| Poids plumes (-57 kg)         | Viorel Simion           | Boubacar Dangnoko           | Achille Mandayen Herman Ngoudjo         |
| Poids légers (-60 kg)         | Adrian Nascu            | Nicolas Esnault             | Yann Bizier Sokunthea Sam               |
| Poids super-légers (-63,5 kg) | Saleh Abdelbary Maksoud | Saber Bouzaiane             | Roberto Romero Gregory Michel           |
| Poids welters (-67 kg)        | Mohamed Abdel Hamid     | Ionut Dan Ion               | Sebastien Demers Ryan Savage            |
| Poids super-welters (-71 kg)  | Jean Pascal             | Mohamed Hikal               | Adama Sidibe Adrian Stanca              |
| Poids moyens (-75 kg)         | Lucian Bute             | Ramadan Yasser Abdelghaffar | Donald Orr Aaron Edgett                 |
| Poids mi-lourds (-81 kg)      | Nikolay Nikolov         | Ladislav Kutil              | Alhassane Cissoko Bisal Masri           |
| Poids lourds (-91 kg)         | Paul Mbongo             | Erik Barrak                 | Ryan Henney Omar Bellouati              |
| Poids super-lourds (+91 kg)   | Mehdi Aouiche           | Bakr el-Ashry Shouman       | David Cadieux Michael Macaque           |

### Tableau des médailles
| Place | Pays                      | Médaille d'or | Médaille d'argent | Médaille de bronze | Total |
| ----- | ------------------------- | ------------- | ----------------- | ------------------ | ----- |
| 1     | Roumanie                  | 5             | 1                 | 1                  | 7     |
| 2     | Canada                    | 2             | 4                 | 10                 | 16    |
| 3     | Égypte                    | 2             | 2                 | 0                  | 4     |
| 4     | France                    | 1             | 2                 | 1                  | 4     |
| 5     | Madagascar                | 1             | 1                 | 0                  | 2     |
| 6     | Cameroun                  | 1             | 0                 | 2                  | 3     |
| 7     | Tchéquie                  | 0             | 1                 | 0                  | 1     |
| 8     | Maurice                   | 0             | 0                 | 3                  | 3     |
| 9     | Maroc                     | 0             | 0                 | 1                  | 1     |
| 9     | Liban                     | 0             | 0                 | 1                  | 1     |
| 9     | Bulgarie                  | 0             | 0                 | 1                  | 1     |
| 9     | République centrafricaine | 0             | 0                 | 1                  | 1     |
| 9     | Guinée                    | 0             | 0                 | 1                  | 1     |
| 9     | Cambodge                  | 0             | 0                 | 1                  | 1     |
| 9     | Mali                      | 0             | 0                 | 1                  | 1     |
| Total | 15 pays médaillés         | 12            | 11                | 24                 | 47    |

## Note
1. ↑  Shouman a été disqualifié après la compétition à la suite d'un contrôle antidopage positif.